# 2,5-Dimetoksi-4-jodoamfetamin
2,5-dimetoksi-4-jod-amfetamin (DOI) spada u grupu psihodeličnih supstanci. R-( -)-DOI je aktivniji enantiomer. U neurološkom istraživanju, [125I]-R-( -)-DOI se koristi kao radio-ligand za detektovanje prisustva 2A serotonin receptora.
Ovaj supstituisani amfetamin ne proizvodi stimulišuće efekte, u smislu da on ne poboljšava mentalne i fizičke funkcije. DOI oralno aktivne doze su 1.5 - 3.0 mg/kg. Dužina dejstva je 16 - 30 časova, što je oko dva puta duže nego LSD. DOI i LSD efekti su u izvesnoj meri slični, mada iskusni korisnici napominju da postoje razlike. Sem dužeg dejstva, DOI prouzrokovani transovi su energičniji, sa više fizičkih manifestacija, i bujnijih vizuelnih halucinacija. Posledični efekti su rezidualna pobuđenost i nesanica, koji u zavisnosti od doze mogu da traju danima. DOI se prodaje kao zamena za LSD, a ponekad i kao lažni LSD. To može biti veoma rizično zato što DOI ima nepovoljniji sigurnosni profil. Za razliku od LSD, psihodelični amfetamini (uključujući DOI) mogu potencijalno da dovedu do fatalnih predoziranja.

## Farmakologija
DOI je selektivni parcijalni agonist 2A, 2B, i 2C receptora. Njegovi psihodelični efekti su prouzrokovani agonističkim dejstvom na 5-HT2A receptor. Zbog njegove selektivnosti, DOI se često koristi u naučnim istraživanjima za studiranje 2 GPCR potfamilije.
Rastvorljivost DIO hidro-hlorida u H2O je 10 mg/ml, a u etanolu je 2 mg/ml.
Nedavno je ustanovljeno da je DOI veoma potentan inhibitor Tumor nekroziskog faktora alfa, jednog imflamatornog medijatora koji je važan biološki cilj u sadašnjem istraživanju degenerativnih oboljenja kao što su artritis i Alchajmerova bolest, u kojima razvoj bolesti uzrokuje oštećenje tkiva putem hronične upale. Ovo može otvoriti za DOI i druge 5-HT2A agoniste jednu potpuno novu oblast za razvoj novih tretmana.

## Istorija
DOI je prvo sintetizirao Alexander Shulgin. Radioaktivni (125J) DOI molekul je razvijen u laboratoriji Davida E. Nikolsa.
U Januaru 2007. Britanska policija je izjavila da su se tri mladića razbolela, navodno, nakon konzumiranja DOI na rejvu u Biglesuade (енгл. Biggleswade), blizu Milton Kejnsa (енгл. Milton Keynes), i upozorila druge DOI korisnike da traže medicinsku pomoć. To je jedna of prvih indikacija da DOI ušao u širu upotrebu kao rekreativna droga u UK.

## Literatura
- Shulgin, Alexander; Ann Shulgin (1991). PiHKAL- Phenethylamines i Have Known And Loved: A Chemical Love Story. Transform Press. ISBN 978-0-9630096-0-9. Приступљено 2. 12. 2009.

## Spoljašnje veze
- Erowid
- The Lycaeum
- PiHKAL
- PiHKAL

|  | Molimo Vas, obratite pažnju na važno upozorenje u vezi sa temama iz oblasti medicine (zdravlja). |